# Partners Three (film, 1919)
Ne pas confondre avec le film du même nom sorti en 1923.
Partners Three est un film muet américain réalisé par Fred Niblo et sorti en 1919.

## Fiche technique
- Titre : Partners Three
- Réalisation : Fred Niblo
- Scénario : J.G. Hawks, d'après sa nouvelle
- Chef opérateur : George Barnes
- Direction artistique : G. Harold Percival
- Supervision : Thomas H. Ince
- Distribution : Famous Players-Lasky Corporation, Paramount Pictures
- Genre : Western
- Date de sortie :
  - États-Unis : 23 mars 1919

## Distribution
- Enid Bennett :Agnes Cuyler
- Casson Ferguson : Arthur Gould
- J.P. Lockney : Hassayampa Hardy
- Robert McKim : Grant Haywood
- Lydia Yeamans Titus : Gossip